# Dorsaf Gharsi
Dorsaf Gharsi, née le 30 janvier 1996, est une lutteuse tunisienne.

## Carrière
Dorsaf Gharsi obtient une médaille de bronze dans la catégorie des moins de 53 kg aux championnats d'Afrique 2015 à Alexandrie. Aux championnats d'Afrique 2017 à Marrakech, elle est médaillée de bronze dans la catégorie des moins de 58 kg.
Elle obtient une nouvelle médaille de bronze en moins de 57 kg aux championnats d'Afrique 2018 à Port Harcourt.

## Palmarès
| Année | Compétition                    | Lieu          | Résultat | Catégorie |
| ----- | ------------------------------ | ------------- | -------- | --------- |
| 2014  | Championnats d'Afrique juniors | Alexandrie    | 2e       | - 55 kg   |
| 2014  | Championnats du monde juniors  | Zagreb        | 19e      | - 55 kg   |
| 2015  | Championnats d'Afrique juniors | Alexandrie    | 2e       | - 55 kg   |
| 2015  | Championnats d'Afrique         | Alexandrie    | 3e       | - 53 kg   |
| 2016  | Championnats d'Afrique juniors | Alger         | 3e       | - 55 kg   |
| 2017  | Championnats d'Afrique         | Marrakech     | 3e       | - 58 kg   |
| 2018  | Championnats d'Afrique         | Port Harcourt | 3e       | - 57 kg   |
| 2019  | Championnats d'Afrique         | Hammamet      | 3e       | - 57 kg   |
| 2020  | Championnats d'Afrique         | Alger         | 2e       | - 55 kg   |